# World Karate Federation
De World Karate Federation (WKF) is een officiële federatie van sportbonden voor karate. De federatie is gevestigd in Madrid, Spanje en is als enige karateorganisatie lid van het Internationaal Olympisch Comité. De federatie werd in 1990 opgericht en heeft een kleine tweehonderd leden waar meer dan tien miljoen karateka's bij zijn aangesloten. Een andere karateorganisatie die naast de WKF opereert, is de International Traditional Karate Federation (ITKF).
Leden van de WKF zijn onder meer de Karate-do Bond Nederland, de Vlaamse Karate Federatie en de Surinaamse Karate Associatie.